# Красный Партизан (Гомельская область)
Кра́сный Партиза́н (бел. Чырво́ны Партыза́н, до 6 декабря 1938 года — Плутовка) — агрогородок в Добрушском районе Гомельской области Республики Беларусь. В составе Ленинского сельсовета.
На юге и востоке граничит с лесом (урочище Красная Знаменка).

## Административное устройство
До 16 декабря 2009 года в составе Кузьминичского сельсовета.
В 2010 году деревня Красный Партизан преобразована в агрогородок.    

## География

### Расположение
В 36 км на юго-восток от Добруша, 17 км от железнодорожной станции Тереховка (на линии Гомель — Унеча), 60 км от Гомеля, 2 км от границы с Россией.

## Транспортная сеть
Автодорога связывает агрогородок с Добрушем. Планировка состоит из 2 прямолинейных улиц, соединяющихся на севере и потом расходящиеся одна на юго-восток, вторая — на юго-запад. Застройка двусторонняя, деревянная, усадебного типа.

## История
По письменным источникам известна с XVI века как деревня в Речицком повете Минского воеводства Великого княжества Литовского. Согласно привилегии Сигизмунда II Августа от 9 августа 1560 года во владении Левонтовичей.
После 1-го раздела Речи Посполитой (1772 год) в составе Российской империи. В 1795 году упоминается в ревизских материалах. В 1845 году помещик Мусман, который владел селом, ходатайствовал перед губернатором о разрешении на проведение ярмарки. В 1873 году действовали круподробилка и хлебозапасный магазин, с 1874 года — маслобойня. В 1880 году. Помещик владел 846 десятинами земли. В результате пожара 20 августа 1883 года сгорели 44 двора и 4 гумна с зерном. Согласно переписи 1897 году действовали церковь, народное училище (в 1889 году — 45, в 1902 году — 50 учеников), трактир, в Староюрковичской волости Гомельского уезда Могилёвской губернии. На места старой в 1907 году построена новая деревянная церковь, в оформления которой была широко использована резьба по дереву. В 1909 году 1899 десятин земли. В 1910 году открыто потребительское товарищество.
С 8 декабря 1926 года по 30 декабря 1927 года центр Плутовского сельсовета Краснобудского, с 4 августа 1927 года Тереховского районов Гомельского округа. В 1930 организован колхоз «Красный партизан», работали 2 ветряные мельницы, кузница. Во время Великой Отечественной войны в сентябре 1943 года оккупанты сожгли 243 двора, убили 12 жителей. В бою около деревни в 1941 году погибли 3 солдата (похоронены в братской могиле в центре деревни). Согласно переписи 1959 года центр колхоза «Красный партизан». Размещаются механическая мастерская, начальная школа, Дом культуры, библиотека, фельдшерско-акушерский пункт, магазин, отделение связи.
В 2010 году деревня Красный Партизан преобразована в агрогородок.

## Население

### Численность
- 2004 год — 114 хозяйств, 259 жителей

### Динамика
- 1880 год — 148 дворов, 996 жителей
- 1897 год — 184 двора, 1271 житель (согласно переписи)
- 1909 год — 212 дворов, 1414 жителей
- 1940 год — 250 дворов
- 1959 год — 443 жителя (согласно переписи)
- 2004 год — 114 хозяйств, 259 жителей

## Культура
- Дом культуры

## Достопримечательность
- Церковь Рождества Богородицы (конец XIX века)[5] —  Историко-культурная ценность Республики Беларусь, шифр 313Г000280
- Братская могила